# Kukuj (obwód kurski)
Kukuj (ros. Кукуй) – osiedle typu wiejskiego w zachodniej Rosji, w sielsowiecie bolszesołdatskim rejonu bolszesołdatskiego w obwodzie kurskim.

## Geografia
Miejscowość położona jest nad rzeką Sudża, 1,5 km od centrum administracyjnego sielsowietu bolszesołdatskiego i całego rejonu (Bolszoje Sołdatskoje), 63,5 km od Kurska.
W granicach miejscowości znajdują się ulice: Zariecznaja, Lesnaja.

## Demografia
W 2010 r. miejscowość liczyła sobie 64 mieszkańców.